# Ninos
Ninos je mitski ustanovitelj mesta Ninive v Asiriji in poosebljenje mesta. V pisnih dokumentih starodavnega Bližnjega vzhoda njegovo ime ni omenjeno, zato se zdi, da so legende o njem poznejša iznajdba za razlago imena Ninive, torej etiologija. Ninos je izpričan izključno v grški in latinski literaturi, v kateri njegova vladavina pogosto pomeni začetek svetovne zgodovine. Pogosto je poistoveten s svetopisemskim junakom Nimrodom. 

## Opis
Diodor je Ninosa štel za ustanovitelja mesta Ninive (Ninos). Ninos naj bi bil sin Belosa ali Belsa (Ba'ala), mitskega ustanovitelja Babilona. S pomočjo arabskega kralja Ariaja je Ninos v 17 letih osvojil vso zahodno Azijo in tako ustanovil prvi velik  imperij v svetovni zgodovini. Med obleganjem Baktre je Ninos srečal Semiramido, ženo svojega častnika Onesa, mu jo vzel in se z njo poročil. Po Ninosovi smrti mu je Semiramida blizu Babilona zgradila mavzolej, visok devet in širok deset stadijev. Po Ninosovi smrti je najprej vladala Semiramida in za njo Ninja.  
Trebeta velja za drugega Ninosovega sina, vendar se omenja le v poantičnem izročilu. 
Diodor je kot vir uporabil delo Ktezija iz Knidosa, ki ni ohranjeno in je očitno vsebovalo relativno podrobne informacije o mitskem vladarju Ninosu. Herodot je v svoji Zgodovini omenil Ninosa kot Belosovega vnuka, ni pa poročal o ustanovitvi mesta ali legendarnih zgodbah, ki jih je opisal Ktezij. Ktezij je očitno služil kot glavni vir vsem poznejšim zgodovinarjem. 
Po Kastorju z Rodosa, o katerem poroča bizantinski kronist Georgij Sinkel, je Ninos vladal 52 let, po Kteziju od leta 2189 pr. n. št. Ninosa kot Semiramidinega moža omenja tudi Strabon (Geographica 16, 2) kot ustanovitelja mesta Ninos v Aturiji (Ninive). Njegovi nasledniki so bili Semiramida, Sardanapal in Arbak. V Historia adversus paganos poznoantičnega krščanskega avtorja Orozija je Ninos opisan kot prva oseba, ki je sprožila vojne in vodila ekspanzionistično politiko, s čimer je napovedala zaton človeškega razvoja.
Po svetopisemskem izročilu je Ninive ustanovil Nimrod (Geneza 10:8-10). Po rabinskem izročilu Semiramida velja za njegovo ženo. 
Sodobni politični teoretik Jean Bodin šteje Nimroda, "ki ga mnogi imenujejo Ninos", za prvega despotskega kralja v svetovni zgodovini in začetnika monarhične države (Šest knjig o republiki, knjiga 2,2). 
Roman, napisan v 1. stoletju pr. n. št., govori o ljubezni Ninosa in Semiramide. Ohranjen je na dveh fragmentih papirusa. V njem je podrobno opisan tudi Ninosov pohod proti Armeniji. Besedilo, znano kot roman Ninos, je najstarejši ohranjeni primer tega žanra. 